# De Zieneres: De geheimen van de onsterfelijke Nicolas Flamel

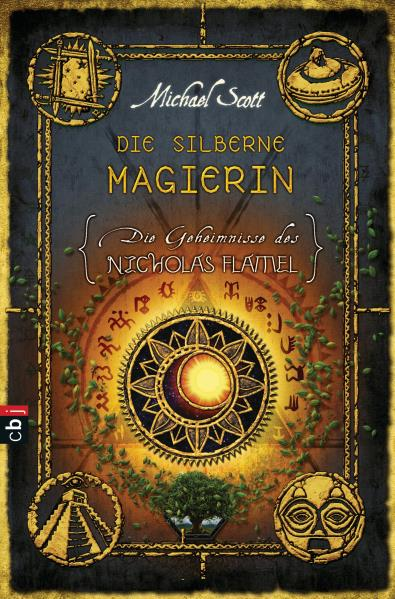
Boekomslag van de Duitse editie

De Zieneres is het zesde en laatste deel in de reeks De geheimen van de onsterfelijke Nicolas Flamel, geschreven door Michael Scott. De Zieneres begint meteen na het einde van De Warlock, het voorgaande verhaal. De Zieneres speelt zich helemaal op één dag af, behalve het laatste hoofdstuk en het nawoord.

## Korte inhoud
Josh en Sophie Newman zijn samen met dr. John Dee en Virginia Dare naar Danu Talis gegaan, waar de eindstrijd zich zal afspelen. Ze weten nog steeds niet wat er juist van hen verwacht wordt: enkel dat een van hen de wereld zal vernietigen en de ander die zal redden, zoals het in de profetie staat. Voor Dee lijkt het laatste uur geslagen wanneer hij zijn oude meesters terugziet. Ze zullen Sophie en Josh dingen vertellen die hen schokken tot in het diepste van hun ziel...
Ondertussen arriveren ook William Shakespeare, Palamedes, Saint-Germain, Jeanne d'Arc en Scathach de Schaduw in Danu Talis, waar ze meehelpen aan het behoud van de ene wereld en de vernietiging van de ander.
In San Francisco zijn ondertussen, Nicolas en Perenelle Flamel zo goed als dood. Ze weten dat dit de laatste dag van hun lange leven zal zijn. Maar ze moeten samen met; Macchiavelli, Billy the Kid, Odin, Hel, Mars, Black Hawk, zorgen dat de monsters Alcatraz niet verlaten en San Francisco zullen verwoesten. Ook Niten en Prometheus voeren op het vasteland een ongelijke strijd op leven en dood.

## Nieuwe personages
- Xolotl
- Ard-Greimne
- Spartoi